# Seminario (istruzione)

Un seminario sul coinvolgimento delle donne in Wikipedia in bengalese, a Dacca nel 2015

In ambito educativo, un seminario è una sessione di insegnamento, di solito eseguita in piccoli gruppi e di breve durata.
Il seminario accademico può assumere la forma di un dialogo socratico guidato dall'istruttore, o di una presentazione più sistematica dei risultati di una ricerca scientifica. Di solito si tratta di un livello di insegnamento avanzato, e i partecipanti non sono principianti nel campo in discussione. Lo scopo principale dei seminari è quello di familiarizzare gli studenti con il metodo appropriato a un argomento specifico e di metterli in grado di discutere i problemi pratici che emergono durante il loro lavoro di ricerca. Vengono indicate le letture da fare e poi discusse, vengono poste domande e viene condotto un dibattito. Il seminario è in genere un metodo di insegnamento più informale rispetto al classico metodo delle lezioni frontali.
I seminari sono di solito parte del curriculum universitario e dei corsi di dottorato, ma possono essere anche offerti da istituzioni di formazione non universitarie.
Un seminario che viene tenuto online prende il nome di webinar (crasi delle parole inglesi web e seminar).